# Axel Lobenstein
Axel Lobenstein (ur. 19 maja 1965 w Apoldzie) – wschodnioniemiecki, a potem niemiecki judoka. Olimpijczyk z Barcelony 1992, gdzie zajął piąte miejsce w wadze średniej.
Brązowy medalista mistrzostw świata w 1989; siódmy w 1991; uczestnik zawodów w 1995. Startował w Pucharze Świata w latach 1989, 1992, 1993, 1995 i 1996. Zdobył trzy medale na mistrzostwach Europy w latach 1989–1991 roku.

## Letnie Igrzyska Olimpijskie 1992
| Konkurencja | Rundy eliminacyjne  | Rundy eliminacyjne      | Rundy eliminacyjne     | Finały               | Finały                 | Klas. końcowa |
| Konkurencja | 1/32                | 1/16                    | 1/4                    | Półfinał             | O 3. miejsce           | Miejsce       |
| ----------- | ------------------- | ----------------------- | ---------------------- | -------------------- | ---------------------- | ------------- |
| 86 kg       | León Villar (ESP) Z | Giorgio Vismara (ITA) Z | Daniel Kistler (SUI) Z | Pascal Tayot (FRA) P | Hirotaka Okada (JPN) P | 5.            |